# Albert Lacroix
Pour les articles homonymes, voir Lacroix.
Jean Baptiste Constant Marie Albert Lacroix, né à Bruxelles le 9 octobre 1834 et mort à  Brides-les-Bains, au Hameau des Chavonnes à La Perrière, le 29 septembre 1903, est un éditeur, écrivain et journaliste belge, connu entre autres pour avoir imprimé en 1862 l’édition originale du roman de Victor Hugo Les Misérables, et Les Chants de Maldoror de Lautréamont en 1869.

## Parcours
Albert Lacroix apprend le métier d'éditeur dans la maison d'édition de son oncle, François-Joseph Van Meenen, à Bruxelles. Il s'associe avec lui en 1857.
Le 15 avril 1861, Albert créée la maison d'édition Librairie internationale A. Lacroix, Verboeckhoven, et Cie et décroche un soutien financier en 1862 de la filiale bruxelloise de la banque Oppenheim, lui permettant d'acheter les droits d'édition des Misérables de Victor Hugo, interdit de séjour en France.
Le succès international étant au rendez-vous, Albert Lacroix ouvre des succursales à Leipzig, Livourne puis à Paris, au 13 rue du Faubourg-Montmartre.
« A. Lacroix, Verboeckhoven, et Cie» se spécialise alors dans la publication des œuvres d'auteurs français exilés en Belgique comme Louis Blanc, Edgar Quinet, Maurice Joly, Proudhon. Pour ce dernier, il essuie un procès.
À partir de 1863, il devient le promoteur de la station balnéaire de Dinard en y faisant l'acquisition de plusieurs terrains au-dessus de la plage de Saint-Enogat sur lesquels il fait édifier un hôtel et des villas par son homonyme : l'architecte Joseph-Eugène Lacroix.
En 1864, en partie associé à Pierre-Jules Hetzel, il publie Émile Zola.
En 1869, Victor Hugo rompt son contrat avec lui, au moment de la publication de L'Homme qui rit. Les problèmes financiers surgissent et, entre autres tracas, sa maison d'édition ne réussit pas à livrer à temps le Paris-Guide destiné à l'Exposition universelle de 1867.
Lacroix pratiqua comme beaucoup la publication à compte d'auteur : au cours du premier semestre 1869, il réclame 1 200 francs-or (soit l'équivalent de 4 années de salaires ouvrier à cette époque) à un certain Isidore Ducasse pour imprimer Les Chants de Maldoror bientôt annoncé sous le pseudonyme du « comte de Lautréamont ».
Sa filiale française fait faillite en 1872, peut-être en partie à la suite de spéculations immobilières hasardeuses et à la Guerre franco-allemande de 1870.
Albert Lacroix continue néanmoins son métier d'éditeur jusqu'à sa mort. En 1876, il cède une partie de son fonds avec les droits attenants, à Marpon & Flammarion.
Également journaliste et écrivain, Albert Lacroix a publié plusieurs ouvrages, dont une Histoire illustrée de la France depuis les plus lointaines origines jusqu'à la fin du XIXe siècle, en 2 volumes, à Paris, chez Ollendorf, en 1900.
Il repose au cimetière de Brides-les-Bains.